# أحمد داوودا
أحمد داوودا لاعب كرة قدم مصري، من ناشئي جمهورية شبين ، ويلعب حاليًا لنادي الاتحاد السكندري في مركز صانع الألعاب وتحت رأس الحربة ويجيد اللعب كمهاجم.

## مسيرته الكروية

### بداياته
من مواليد مركز بركة السبع بمحافظة المنوفية ، وخريج المعهد الفني التجاري بطنطا ، بدأ ناشئًا تحت 14 سنة بنادي جمهورية شبين وصعد إلى الفريق الأول وعمره لم يتجاوز 16 سنة، وظل يلعب للفريق الأول 5 مواسم متتالية.
وخاض تجربة الاحتراف عندما تعاقد مع نادي سكندربيو الذي يلعب بدوري السوبر الألباني وأحرز هدفين خلال 8 مباريات اشترك فيها من 13 مباراة هي كل لقاءات الدور الثاني التي شهدت بداية قيده بقائمة الفريق.

### المصري
تعاقد معه المصري البورسعيدي لمدة أربعة مواسم تنتهي بنهاية موسم 2013–2014 ، وكانت المباراة الأولى له مع المصري أمام الجونة في الأسبوع الثاني للدوري العام موسم 2010–2011. ويعتز جدًّا بمباراة الأهلي في الدور الأول لموسم 2010–2011 ؛ حيث كانت بمثابة شهادة ميلاده وبطاقة تعارفه على جماهير الكرة المصرية نظرًا لما أظهره من مهارات في المراوغة والتمرير.
وأفضل مبارياته مع المصري كانت أمام الإنتاج الحربي ببورسعيد في الأسبوع السادس من موسم 2010–2011

وكان يشعر دائمًا بالحزن عندما يتذكر مباراة حرس الحدود والتي أقيمت باستاد المكس بالإسكندرية بالدور الأول لموسم 2010–2011 وبالتحديد في 27–9–2010 والتي شهدت إصابته بكسر في الكاحل أبعدته عن الملاعب لنحو سبعة أشهر.

### وادي دجلة
تمت إعارته لصفوف وادي دجلة وشارك معهم في 17 مباراة، ولم يسجل خلالهم أي هدف.

### مصر للمقاصة
وفي 12 يوليو 2015 نجح مسئولو نادي مصر للمقاصة في الحصول على توقيعه لمدة 3 مواسم في صفقة انتقال حر.

### مع المنتخب
كان يحلم دائمًا بتحقيق بطولة مع فريق المصري وتراوده أيضًا أحلام الانضمام للمنتخب المصري والاحتراف بأحد الدوريات الأوروبية القوية، وانضم إلى صفوف منتخب الشباب عام 2008 خلال فترة استعداده لنهائيات كأس العالم 2009 ، ولكنه خرج من القائمة النهائية بعد رحيل مدربه ربيع ياسين ، ثم انضم لفترة للمنتخب الأولمبي الذي كان يقوده هاني رمزي. وانضم لصفوف المنتخب الوطني في أحد معسكراته.

## وصلات خارجية
- أحمد داوودا على موقع قاعدة بيانات كرة القدم.إي يو (الإنجليزية)
- أحمد داوودا على موقع ناشيونال فوتبول تيمز (الإنجليزية)
- أحمد داوودا على موقع Soccerway.com (الإنجليزية)
- أحمد داوودا[وصلة مكسورة]